# Émile Lesieur
Émile Lesieur (1885–1985) foi um jogador francês de rugby.
Ingressou no HEC Paris em 1906, ao mesmo tempo que Roland Garros, a quem patrocinou para entrar no Estádio, e os dois colegas formaram-se no HEC Paris em 1908, com uma escolaridade de apenas dois anos na altura.
Em 2008, foram organizadas as cerimónias do centenário da saída do HEC de Roland Garros e a memória de Émile Lesieur foi evocada ao ligar o destino dos dois homens. Entre os patrocinadores estão a HEC, Stade français, Museu do Ar e do Espaço, Safran, Supaéro.